# Paul Hartman

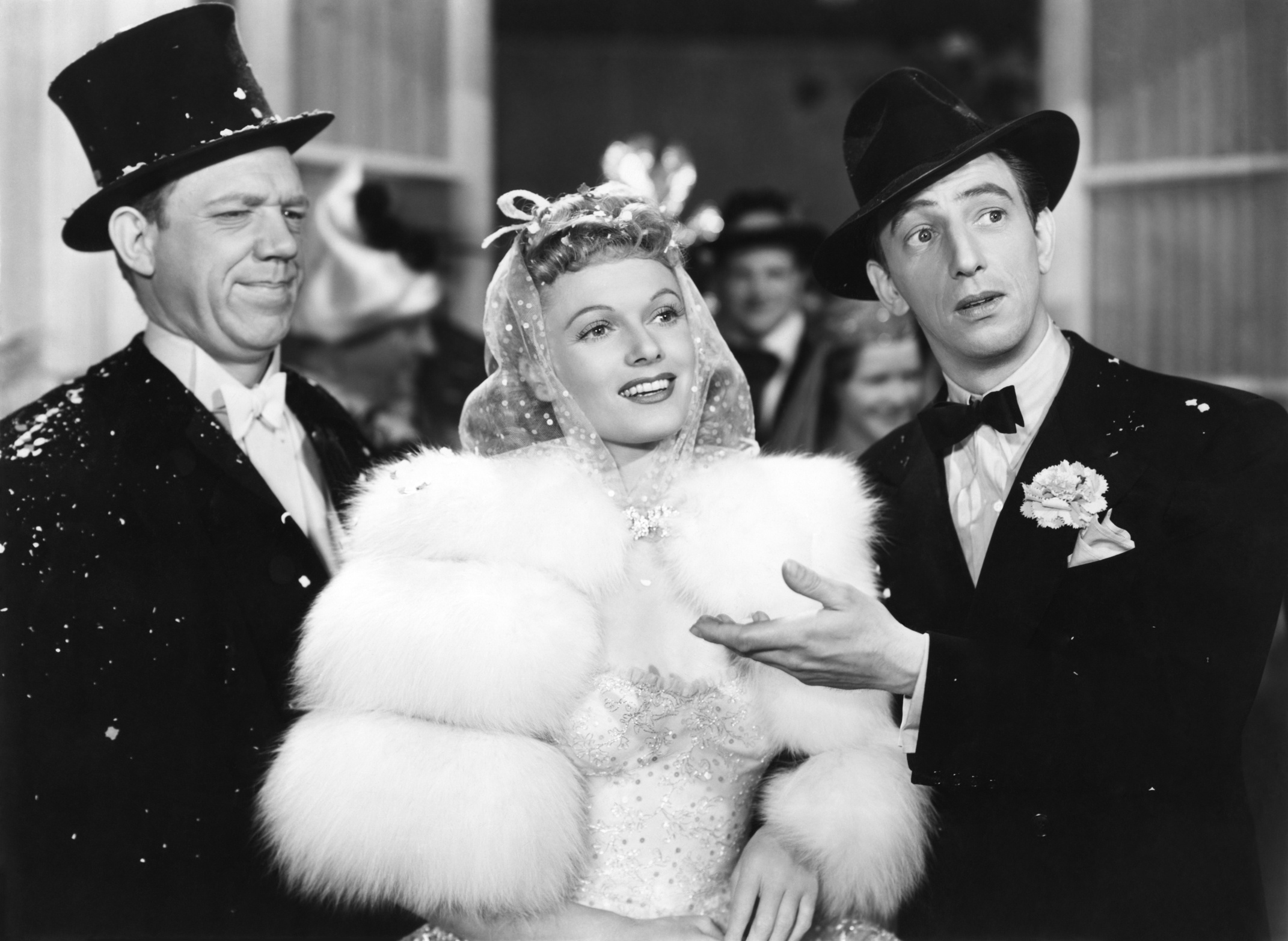
Paul Hartman, Anna Neagle y Ray Bolger en Sunny (1941)

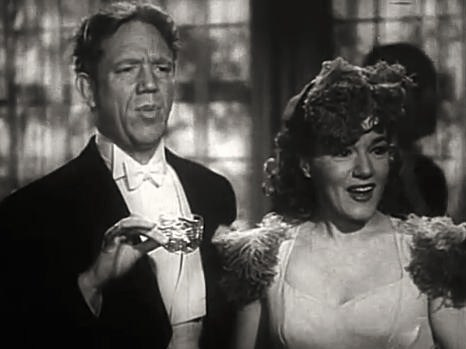
Paul y Grace Hartman en Sunny (1941)

Paul Hartman (1 de marzo de 1904 – 2 de octubre de 1973) fue un bailarín y actor de nacionalidad estadounidense.

## Biografía
Nacido en San Francisco, California, Hartman, al igual que Fred Astaire, empezó como bailarín, actuando junto a su hermana. En 1922 formó pareja con Grace Barrett para actuar en un exitoso número de baile de vodevil en el que de manera elegante bromeaban sobre las tendencias de baile de la época, desde el ballet al swing. La pareja acabó casándose en 1927.
Junto con Grace, Paul Hartman debutó en el circuito de Broadway con Ballyhoo of 1932, junto a Bob Hope, aunque el show no fue un éxito. Sin embargo, unos años más tarde sí tuvieron éxito con la obra de Cole Porter Red Hot and Blue. El buen resultado de su trabajo facilitó al matrimonio llegar a Hollywood, aunque solamente Paul pudo progresar como actor de cine, destacando su trabajo junto a Frank Sinatra y Victor Borge en la cinta de 1943 Higher and Higher. Tras la vuelta de la pareja a Broadway, decidieron escribir y producir una revista propia. Obtuvo un gran resultado su pieza musical de 1948 Angel in the Wings, ganando el matrimonio el Premio Tony a los mejores actores.
A los Hartman les ofrecieron protagonizar una sitcom para la NBC, The Hartmans (at Home), pero el público rechazó el show, que no daba oportunidad a los actores de demostrar sus habilidades físicas y musicales. De nuevo en Broadway, pasaron tres años actuando en diferentes shows de variedades y revistas.
En el año 1952 diagnosticaron un cáncer a la esposa de Hartman. Ella falleció en 1955. Ante la importancia que la televisión adquiría dentro del mundo del espectáculo, Paul Hartman decidió viajar a Los Ángeles. Allí empezó a actuar en la sitcom de la ABC The Pride of the Family, encarnando a Albie Morrison. Fay Wray interpretaba a su esposa, Catherine, y Natalie Wood y Robert Hyatt a sus hijos.
En 1957 Hartman volvió por última vez a Broadway, pero con más de cincuenta años, se cansó de la vida teatral. Sin embargo, siguió interpretando pequeños papeles cinematográficos y televisivos durante el resto de su vida, destacando el de Emmett Clark en el programa de la CBS The Andy Griffith Show, así como su trabajo en Mayberry R.F.D.. Como una referencia a sus primeros años, hizo un pequeño número de baile en el episodio de Andy Griffith "The Wedding", y en Mayberry, RFD, en el capítulo "All for Charity", también bailó junto a Ken Berry. Otras series en las cuales participó fueron Petticoat Junction, Love, American Style, The Adventures of Ozzie and Harriet, Hazel, Ben Casey, The Twilight Zone, The Alfred Hitchcock Hour, Our Man Higgins y Family Affair. En el año 1960 film fue escogido para formar parte del reparto del film Inherit the Wind, y en 1967 actuó con Robert Morse en How to Succeed in Business Without Really Trying.
Paul Hartman falleció a causa de un infarto agudo de miocardio en Los Ángeles, California, en 1973, a los sesenta y nueve años de edad.

## Teatro en Broadway (íntegro)
- 1932 : Ballyhoo of 1932, revista, música de Lewis E. Gensler, letras de Yip Harburg, libreto de Norman H. Anthony
- 1936-1937 : Red, Hot and Blue, comedia musical, música y letras de Cole Porter (arreglos de Robert Russell Bennett), libreto de Howard Lindsay y Russel Crouse, escenografía de Howard Lindsay
- 1942 : Keep 'em Laughing y Top-Notchers, revistas
- 1947-1948 : Angel in the Wings, revista, música y letras de Bob Hilliard y Carl Sigman
- 1949 : All for Love, revista, música y letras de Allan Roberts y Lester Lee, libreto de Max Shulman
- 1950 : Tickets, Please!, revista, música, letras y libreto de varios autores
- 1952 : Of Thee I Sing, comedia musical, música de George Gershwin, letras de Ira Gershwin, libreto de George S. Kaufman y Morrie Ryskind
- 1958 : Drink to Me Only, de Abraham S. Ginnes y Ira Wallach, escenografía de George Abbott

## Filmografía

### Cine (íntegra)
- 1941 : Sunny, de Herbert Wilcox
- 1943 : Higher and Higher, de Tim Whelan
- 1953 : Man on a Tightrope, de Elia Kazan
- 1960 : Inherit the Wind, de Stanley Kramer
- 1963 : The Thrill of It All, de Norman Jewison
- 1963 : Soldier in the Rain, de Ralph Nelson
- 1965 : Those Calloways, de Norman Tokar
- 1967 : How to Succeed in Business Without Really Trying, de David Swift
- 1967 : The Reluctant Astronaut, de Edward Montagne
- 1967 : Luv, de Clive Donner

### Televisión (selección)
Series
- 1948 : The Philco Television Playhouse, episodio Angel in the Wings
- 1953-1955 : The Pride of the Family, 6 episodios
- 1961 : The Twilight Zone, episodio Back There
- 1961 : Checkmate, episodio The Thrill Seeker
- 1960-1962 : Alfred Hitchcock presenta, episodios Not the Running Type, Gratitude y Burglar Proof
- 1962 : Adventures in Paradise, episodio One There Was a Princess
- 1962 : The Defenders, episodio Along Came a Spider
- 1963 : The Lucy Show, episodio Lucy Is a Soda Jerk
- 1963 : The Greatest Show on Earth, episodio Leaves in the Wind
- 1963-1964 : The Alfred Hitchcock Hour, episodios Death of a Cop y The Magic Shop
- 1965 : Hazel, episodio George's Man Friday
- 1966 : Mis adorables sobrinos, episodio The Gift Horse
- 1967-1968 : The Andy Griffith Show, 16 episodios

Telefilmes
- 1958 : Hansel and Gretel, de Paul Bogart
- 1972 : Getting Away from It All, de Lee Philips